# تپه دیگ ور
تپه دیگ ور مربوط به دوره اشکانیان - دوره ساسانیان - سده‌های اولیه دوران‌های تاریخی پس از اسلام است و در شهرستان گرمی، بخش مرکزی، دهستان آنی، روستای اینی سفلی واقع شده و این اثر در تاریخ ۳۰ بهمن ۱۳۸۶ با شمارهٔ ثبت ۲۱۰۷۲ به‌عنوان یکی از آثار ملی ایران به ثبت رسیده است.